# Ханс Белтинг
Ханс Белтинг (на немски: Hans Belting) е германски историк на изкуството, културолог и еспистемолог.

## Биография
Роден е на 7 юли 1935 г. в Андернах, Германия. Като студент Белтинг специализира византинистика, работи в Рим и защитава докторат през 1959 г. Първата му монография е издадена през 1962 г. Хабилитира се, докато преподава в Хамбург, а през 1970 става професор по история на изкуството в Хайделберг и по-късно в Мюнхен. От 1980 до официалното си пенсиониране през 2002 г. е гост лектор в множество академични институции. През 2003 води катедра в Колеж дьо Франс. От 2004 до 2007 г. е директор на Internationales Forschungszentrum Kulturwissenschaften, базиран във Виена.
Белтинг е член на различни академии и носител на множество отличия.

## Научна дейност
Като историк на изкуството отначало Ханс Белтинг се занимава със средновековно и ренесансово изкуство, но интересите му бързо се развиват към по-обща проблематика за виждането на художествените произведения, тяхната публика и глобалните аспекти на тези теми. Понякога е определян като теоретик и антрополог на погледа и образа. Особена популярност добива неговото есе „Краят на историята на изкуството“, което излиза през 1983 г. и е преведено на множество езици. Десет години по-късно Белтинг го ревизира, а през 2003 излиза и последният му англоезичен вариант.